# Alberto Cerri
Pour les articles homonymes, voir Cerri.
Alberto Cerri, né le 16 avril 1996 à Parme (Italie) est un footballeur italien qui évolue au poste d'avant-centre à l'US Salernitana, en prêt du Côme 1907.

## Biographie

### Carrière en club
Alberto Cerri rejoint la Juventus Turin lors de l'été 2015. Il est prêté une année au Cagliari Calcio quelques semaines plus tard. Lors de l'été 2016, il rejoint le club de SPAL 2013, de nouveau en prêt. Il quitte ce club lors du mercato hivernal pour être de nouveau prêté jusqu'à la fin de la saison au Delfino Pescara.
Prêté successivement à Cagliari, à la Spal, à Pescara et à Pérouse, Alberto Cerri rejoint définitivement Cagliari le 13 juillet 2018 pour un contrat se terminant en 2023.

### Carrière en sélection
Avec les moins de 17 ans, il participe au championnat d'Europe des moins de 17 ans en 2013. Il est capitaine de la sélection italienne lors de ce tournoi. L'Italie est battue en finale par la Russie après prolongation.
Cerri inscrit son premier but avec les espoirs lors d'une rencontre contre l'équipe d'Andorre en mars 2016.

## Statistiques
| Saison                | Club                           | Championnat           | Championnat | Championnat | Coupe(s) nationale(s) | Coupe(s) nationale(s) | Barrages | Barrages | Total | Total |
| Saison                | Club                           | Division              | M.          | B.          | M.                    | B.                    | M.       | B.       | M.    | B.    |
| 2012-2013             | Parme FC                       | Serie A               | 1           | 0           | -                     | -                     | -        | -        | 1     | 0     |
| 2013-2014             | Parme FC                       | Serie A               | 1           | 0           | -                     | -                     | -        | -        | 1     | 0     |
| Sous-total            | Sous-total                     | Sous-total            | 2           | 0           | -                     | -                     | -        | -        | 2     | 0     |
| 2014-2015             | SS Virtus Lanciano 1924 (prêt) | Serie B               | 19          | 4           | -                     | -                     | -        | -        | 19    | 4     |
| Sous-total            | Sous-total                     | Sous-total            | 19          | 4           | -                     | -                     | -        | -        | 19    | 4     |
| 2015-2016             | Cagliari Calcio (prêt)         | Serie B               | 24          | 3           | 2                     | 0                     | -        | -        | 26    | 3     |
| 2018-2019             | Cagliari Calcio (prêt)         | Serie A               | 15          | 0           | 2                     | 1                     | -        | -        | 17    | 1     |
| 2019-2020             | Cagliari Calcio                | Serie A               | 11          | 1           | 2                     | 1                     | -        | -        | 13    | 2     |
| 2020-2021             | Cagliari Calcio                | Serie A               | 24          | 1           | 2                     | 1                     | -        | -        | 26    | 2     |
| Sous-total            | Sous-total                     | Sous-total            | 74          | 5           | 8                     | 3                     | -        | -        | 82    | 8     |
| 2016-2017             | SPAL (prêt)                    | Serie B               | 15          | 1           | 2                     | 1                     | -        | -        | 17    | 2     |
| 2019-2020             | SPAL (prêt)                    | Serie A               | 8           | 1           | -                     | -                     | -        | -        | 8     | 1     |
| Sous-total            | Sous-total                     | Sous-total            | 23          | 2           | 2                     | 1                     | -        | -        | 25    | 3     |
| 2016-2017             | Delfino Pescara 1936 (prêt)    | Serie A               | 13          | 2           | -                     | -                     | -        | -        | 13    | 2     |
| Sous-total            | Sous-total                     | Sous-total            | 13          | 2           | -                     | -                     | -        | -        | 13    | 2     |
| 2017-2018             | AC Pérouse Calcio (prêt)       | Serie B               | 33          | 15          | 3                     | 4                     | 1        | 0        | 37    | 19    |
| Sous-total            | Sous-total                     | Sous-total            | 33          | 15          | 3                     | 4                     | 1        | 0        | 37    | 19    |
| 2021-2022             | Côme 1907 (prêt)               | Serie B               | 27          | 10          | -                     | -                     | -        | -        | 27    | 10    |
| 2022-2023             | Côme 1907 (prêt)               | Serie B               | 34          | 9           | 1                     | 0                     | -        | -        | 35    | 9     |
| 2023-2024             | Côme 1907                      | Serie B               | 5           | 1           | 1                     | 0                     | -        | -        | 6     | 1     |
| Sous-total            | Sous-total                     | Sous-total            | 66          | 20          | 2                     | 0                     | -        | -        | 68    | 20    |
| 2023-2024             | Empoli FC (prêt)               | Serie A               | 6           | 1           | -                     | -                     | -        | -        | 6     | 1     |
| Sous-total            | Sous-total                     | Sous-total            | 6           | 1           | -                     | -                     | -        | -        | 6     | 1     |
| Total sur la carrière | Total sur la carrière          | Total sur la carrière | 236         | 49          | 15                    | 8                     | 1        | 0        | 252   | 57    |

## Palmarès

### En club
| Cagliari Calcio - Championnat d'Italie D2 - Champion en 2016 |

### En sélection
| Italie -17 ans - Championnat d'Europe -17 ans - Finaliste en 2013 |

### Distinctions personnelles
- Meilleur buteur du Tournoi de Viareggio en 2014 (en) (6 buts)
- Co-meilleur buteur de la Coupe d'Italie en 2018 (4 buts) avec Matteo Di Piazza (en) et Maxi López